# جاياكول
الجاياكول هو مركب كيميائي له الصيغة C7H8O2، ويكون على شكل سائل زيتي عديم اللون إلى أصفر.
يعد المركب ضمن مجموعة من المركبات المسؤولة عن النكهة في البن المحمّص.

## الوفرة الطبيعية والتحضير
يوجد الجاياكول طبيعياً على هيئة سائل أصفر يستخلص من نبات الجياك، وعدد من الكائنات الحية الأخرى. استخلص المركب لأول مرة سنة 1826 من قبل أوتو أونفردوربن Otto Unverdorben من تقطير راتنج نبات الجياك.
يحصل على المركب أيضاً من التحلل الحراري لليغنين، كما يوجد ضمن مركبات الكريوزوت (روح القطران) وفي قطران الخشب. أما مخبرياً فيتم التحضير من مثيلة الكاتيكول باستخدام كبريتات ثنائي الميثيل في وسط من البوتاس؛ ثم بإجراء عملية نزع ميثيل أحادية وانتقائية.

## الخواص
يوجد الجاياكول على هيئة سائل عديم اللون إلى أصفر، ويغمق لونه لدى التعرّض إلى الهواء والضوء.

## الاستخدامات
يعد الجاياكول مادة بادئة للعديد من المنكّهات مثل الأوجينول  و الفانيلين.

## اقرأ أيضاً
- كريوزول